# Die Goldene Sieben
Die Goldene Sieben war ein bekanntes deutsches Tanz- und Unterhaltungsorchester in den 1930er Jahren.

## Geschichte
Das zunächst siebenköpfige Orchester wurde 1934 mit ausdrücklicher Billigung und Unterstützung des NS-Regimes in Berlin gegründet. Das NS-Regime verunglimpfte anglo-amerikanischen Jazz als „entartet“ und wollte Deutschen, die bei ausländischen Radiosendern Jazz hörten, eine Alternative bieten. 
Die Goldene Sieben sollte nach dem Willen des NS-Regimes „deutschen Jazz“ oder „moderne deutsche Tanzmusik“ im Sinne melodischer, rhythmisch eingängiger Stücke spielen.
Gründer des Orchesters waren der Gitarrist Harald Kirchstein (alias Henri René) und der Pianist Willi Stech, als NSDAP-Mitglied zuvor Hauspianist und Programmgestalter im Deutschlandsender.
Die Mitglieder der Goldenen Sieben kamen aus Berliner Spitzenorchestern wie dem von Hans Bund. Mehrere Solisten (darunter Adalbert Luczkowski, Kurt Hohenberger, Franz Thon, Willy Berking, Eddie Brunner und Freddie Brocksieper) machten nach ihrer Zeit bei der Goldenen Sieben Karriere als Orchesterleiter. Die Goldenen Sieben spielten in wechselnder Besetzung; unter anderem spielten zeitweise Erhard Krause, Georg Haentzschel, Rudi Wegener, Ernst Höllerhagen, Kurt Wege, Hans Korseck und Waldemar (Waldi) Luczkowski mit. Als Studio-Orchester, dessen Aufnahmen der Rundfunk sendete, wurde Die Goldene Sieben mit internationalen und deutschen Kompositionen in der NS-Zeit schnell zu einem der populärsten Unterhaltungsorchester. Bekannte Sänger wie Rudi Schuricke und Peter Igelhoff nahmen mit dem zeitweise bis auf 14 Musiker anwachsenden Ensemble Schallplatten auf. Hinzu kamen Tonfilmproduktionen. Kirchstein schrieb 1936 die Musik zu „Verräter“; 1937 folgten „Menschen ohne Vaterland“ und „Togger“.
Der Versuch, mit der Goldenen Sieben einen konformen „deutschen Jazz“ zu schaffen, scheiterte. Das Orchester überschritt die engen musikalischen Grenzen, die Propagandaminister Goebbels und die Reichskulturkammer ihm gesetzt hatte. Sein Musikstil wurde nach Ansicht der Zensoren rasch „zu swingend“ und zu „hot“. 1939 verfügte nach mehreren Verweisen und Sendeverboten zu Beginn des Zweiten Weltkriegs das (fast) endgültige Aus.
Trotzdem entstanden im April und Mai 1940 noch einige Mitschnitte von Rundfunksendungen, die auf Schallplatten erhalten sind (auf Matrizen ab RRG 58257 ist z. B. eine Sendung aus Bremen erhalten, teilweise (22 Min 30) veröffentlicht auf der Hans-Buchholz-CD Schlagerschätze aus dem Deutschen Rundfunkarchiv, Koch 323578 G 1).

## Aufnahmen auf Electrola-Schallplatten (nicht vollständig)
- Das Töchterpensionat, Foxtrott, April 1935, EG3321, Matrize ORA483-1
- Sieht eine Frau dich an, Langsamer Foxtrott aus der Operette Die Frau im Spiegel, Musik von Will Meisel, Mai 1935, EG3341, Matrize ORA519
- Das verliebte Tanzorchester, Foxtrott-Intermezzo (Karlick), Mai 1935, EG3348, Matrize ORA518
- Über die Prärie, aus der Operette Rose Marie Ja?? Phantasie, Matrize ORA605, Juli 1935
- Liebe, Tango, EG6327, Matrize ORA712-2, Anfang August 1935
- Der Scheik, Langsamer Foxtrott, September 1935, HMV EG3506, Matrize ORA876
- Du sollst mein Glücksstern sein (You are my Lucky Star), Foxtrott aus dem Tonfilm „Broadway-Melodie 1936“ November 1935, Electrola EG 3574, Matrize ORA 1066
- Babarabmbu, Foxtrott, Dezember 1935, Musik und Text: Peter Igelhoff, Gesang: Erwin Hartung, EG3605, Matrize ORA1145-2
- Mein Herz ist noch frei, Langsamer Foxtrott aus dem Tonfilm „Verräter“ (Musik: Harald M. Kirchstein, April 1936, EG3677, Matrize ORA1338-2)
- Ich wollt, ich wär ein Huhn, aus dem Tonfilm „Glückskinder“, Musik: Peter Kreuder, Text: Hans Fritz Beckmann, Juni 1936, EG3744, Matrize ORA1395-1)
- Die Musik spielt ganz leise, Refraingesang: Die Metropol-Vokalisten, Musik: Harald M. Kirchstein, Text: Willy Dehmel, September 1936, EG3732, Matrize ORA1451-2
- Weit, ganz am Ende der Welt, Langsamer Foxtrott, Harald M. Kirchstein, November 1936, EG3793, Matrize ORA1575
- Ich fühl’, du fehlst mir, Musik, Text: Fred Kassen, 1. Januar 1937, EG3855, Matrize ORA1738
- Kleine Melodie, Langsamer Foxtrott (Grant), Januar 1937, EG3855, Matrize ORA1739
- Schirokko, aus dem Tonfilm „Togger“, Musik: Harald M. Kirchstein, Februar 1937, EG3878, Matrize ORA1794-1
- Exzentrik, aus dem Film „Togger“, Musik: Harald M. Kirchstein, Februar 1937, EG3S73, Matrize ORA1796-2
- Die Liebe träumt (When Fortune smiles), Foxtrott (Bachmann), Februar 1937, EG3892, Matrize ORA1850
- ’Tain’t No Use, Musik Ken Lane, März 1937, EG3915, Matrize ORA1912-1
- Swingin’ The Jinx Away Baby, Musik: Cole Porter, März 1937, EG63916, Matrize ORA1313-2)[1]
- Du stahlst mein Herz (I can't pretend), Musik: W. E. (Eddy) Breuder, P. (Paul) Rusinky, Text: Käthe Sommer, Mai 1937, EG6327, Matritze ORA1962-2
- Rosy Langsamer Walzer, (Georg Haentzschel), Mai 1937, EG3970, Matrize ORA1963
- Jawohl, meine Herrn, Foxtrott aus dem Film Sherlock Holmes, Mai 1937, Musik: Hans Sommer, Text: Richard Busch, EG3970, Matrize ORA1964-2
- Capriolen, aus dem Film Kapriolen, Refraingesang: Peter Igelhoff, Musik: Peter Kreuder, Text: Hans Fritz Beckmann, 29. Juni 1937, EG3996, Matrize ORA2154
- Rhythmus der Freude (There’s a New World), Musik: Michael Carr, Originaltext: Jimmy Kennedy, deutscher Text: Kurt Feltz; Juni 1937, EG3971, Matrize ORA2061-2
- Aus lauter Liebe , Foxtrott aus dem Tonfilm Capriolen, Juli 1937, Musik: Peter Kreuder, Text: H. F. Beckmann, Gesang: Peter Igelhoff, EG3996, Matritze ORA2153-2
- My Blue Heaven (Donaldson), September 1937, HMV EG 3506, Matrize ORA822 2.Take
- Carry Me Back to Old Virginny, Musik: James A. Bland, Oktober 1937, EG6123, Matrize ORA2383-1
- St. Louis Blues, Musik: W. C. Handy, 11. November 1937, EG6132, Matrize ORA2384-1)
- Bei dir sein Langsamer Foxtrott aus dem Tonfilm Der Mustergatte, November 1937, Musik: Käthe Sommer, Text: E. Lehnow, EG6142, Matrize ORA2408-1
- Vergiss die Tränen, November 1937, EG 6142, Matritze 2407-1
- Crazy Jacob, Foxtrott, Musik und Text von Franz Mück, Dezember 1937, EG6186, Matritze ORA2502-1,
- Quartier Latin, Musik und Text: Franz Mück, Dezember 1937, EG6186, Matritze ORA2503-1
- Heimweh 1937, EG6082, Matrize ORA217
- Weil der D-Zug-Führer heute Hochzeit macht aus dem Film Kleiner Mann – ganz groß,  Musik: Friedrich Schröder, Text: Hans Fritz Beckmann; Februar 1938, EG6288, Matrize ORA2762-2
- Liebe ist ein heikles Spiel aus dem Film „Das Mädchen von gestern Nacht“, Vortragslied mit Hilde Hildebrand, Musik: Werner Bochmann, Text: O. H. Palm, Februar 1938, EG6283, Matrize ORA2759-1
- Immer wieder tanzen, Musik: Franz Mück, Mai 1938, EG6355, Matrize ORA2922-2
- Gestern, Foxtrott, Musik: Fritz Schulz, EG6583, Matritze ORA3435-1, Dezember 1938
- In Old Chicago, Foxtrott, EG 6583, Matritze ORA3434-1, Dezember 1938
- Granada (In a Little Spanish Town) Foxtrott, Mai 1938, EG6355, Matritze ORA2921-2
- Gute Nacht, Mutter!, Wilhelm Strienz, 1938(?), Musik: Werner Bochmann, E. Lehnow, EG6529, Matrize ORA3317
- Ich hab im Herzen nur Musik, Foxtrott, EG6584, ORA3440
- Oh Aha!, Refraingesang: Rudi-Schuricke-Terzett, Musik, Text: Emil Oskar Robert Huber alias Bob E. Huber, Jakob Trommer alias Jack Trommer, Februar 1939, EG6712, Matrize ORA3635-2
- Warum liebst du mich nicht mehr, Langsamer Foxtrott (Horst Kudritzki), Februar 1939, EG6712, Matrize ORA3636-2
- Komm und Tanz, aus dem Tonfilm Menschen vom Varieté, Georg Haentzschel/Beckmann, EG6863, Matrize ORA3954-2, Berlin, Mai 1939
- Ich wünsche mir, dass du mir sagst: "Ich liebe dich", Foxtrott, G. Haentzschel, EG6992, Matrize ORA4205-1, Berlin, August 1939
- Ja und Nein, Foxtrott, August 1939, Franz Grothe, Willy Dehmel, EG 6992, Matritze ORA 4206-1
- Spatzenkonzert, Musik: Erich Börschel und Rudolf Burchardt, Text: Peter Igelhoff, Refraingesang: Peter Igelhoff, 1939, EG6374, Matrize ORA2986